# Mary Lyon
Mary Frances Lyon (15 de mayo de 1925, Norwich; 25 de diciembre de 2014) fue una genetista británica graduada en la Universidad de Cambridge en 1946 y doctorada en 1948. En Edimburgo estudió los riesgos de la mutaciones por radiación mediante experimentos de mutagénesis en ratones. Trasladada al Grupo de Radiobiología del MRC en Harwell dirigió la Sección de Genética entre 1962 y 1986. Propuso en 1966 la siguiente hipótesis:
Uno de los dos cromosomas X en cada célula somática femenina es genéticamente inactivo. El corpúsculo de Barr representa el cromosoma X inactivo. Su inactivación ocurre alrededor del 16.º día del desarrollo embrionario. El proceso se denomina lionización.
Es miembro de la Real Sociedad de Londres; también es asociada extranjera de la Academia Nacional de Ciencias de Estados Unidos y miembro extranjero honorario de la Academia Americana de las Artes y las Ciencias. En 1994 ganó el Premio Mauro Baschirotto de Genética Humana. En 1997 recibió el Premio Wolf de Medicina y el Premio Amory de Genética por sus descubrimientos relacionados con los cromosomas sexuales de los mamíferos.

## Obra
- Gene Action in the X-chromosome of the Mouse (Mus musculus L.) Nature 190, 372 - 373 (22 de abril de 1961)